# Камишлинського мелькомбіната
Камишли́нського мелькомбіна́та (рос. Камышлинского мелькомбината, башк. Ҡамышлы тирмән комбинаты) — селище у складі Башкортостану, Росія. Входить до складу Уфимського міського округу, Кіровського району міста Уфа.
Населення — 44 особи (2010, 53 у 2002).
Національний склад:
- росіяни — 41 %
- чуваші — 28 %